# Universidad de Hamburgo
La Universidad de Hamburgo es la mayor universidad en la ciudad de Hamburgo con una gran comunidad estudiantil. Fundada en 1919, está ubicada en el barrio Rotherbaum de la comuna de Eimsbüttel. A lo largo de su historia ha sido un referente, con profesores como los premios Nobel de Física Otto Stern, Wolfgang Pauli, Wolfgang Paul y J. Hans D. Jensen.

## Historia

### Periodo previo a la fundación

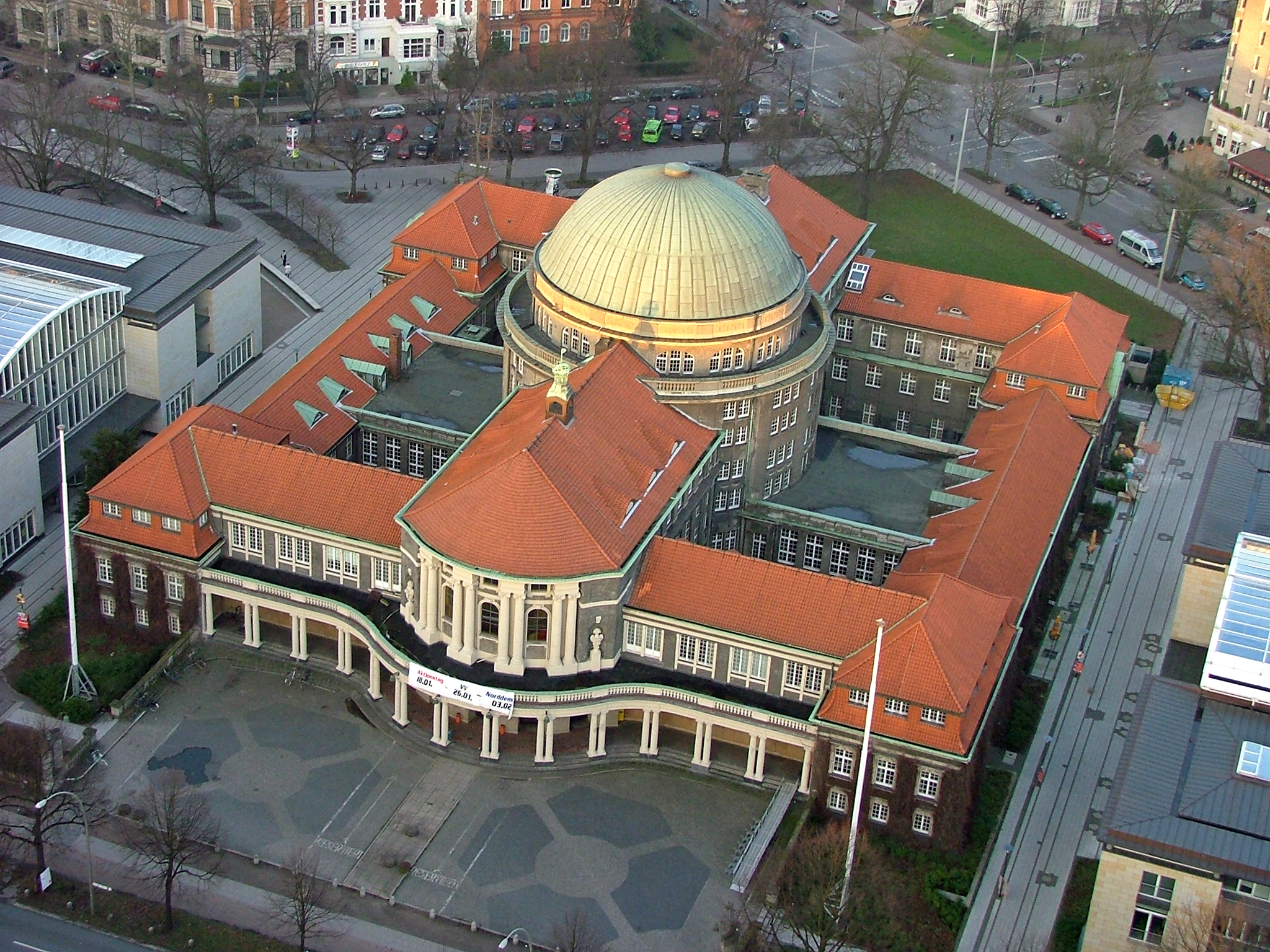
Edificio principal.

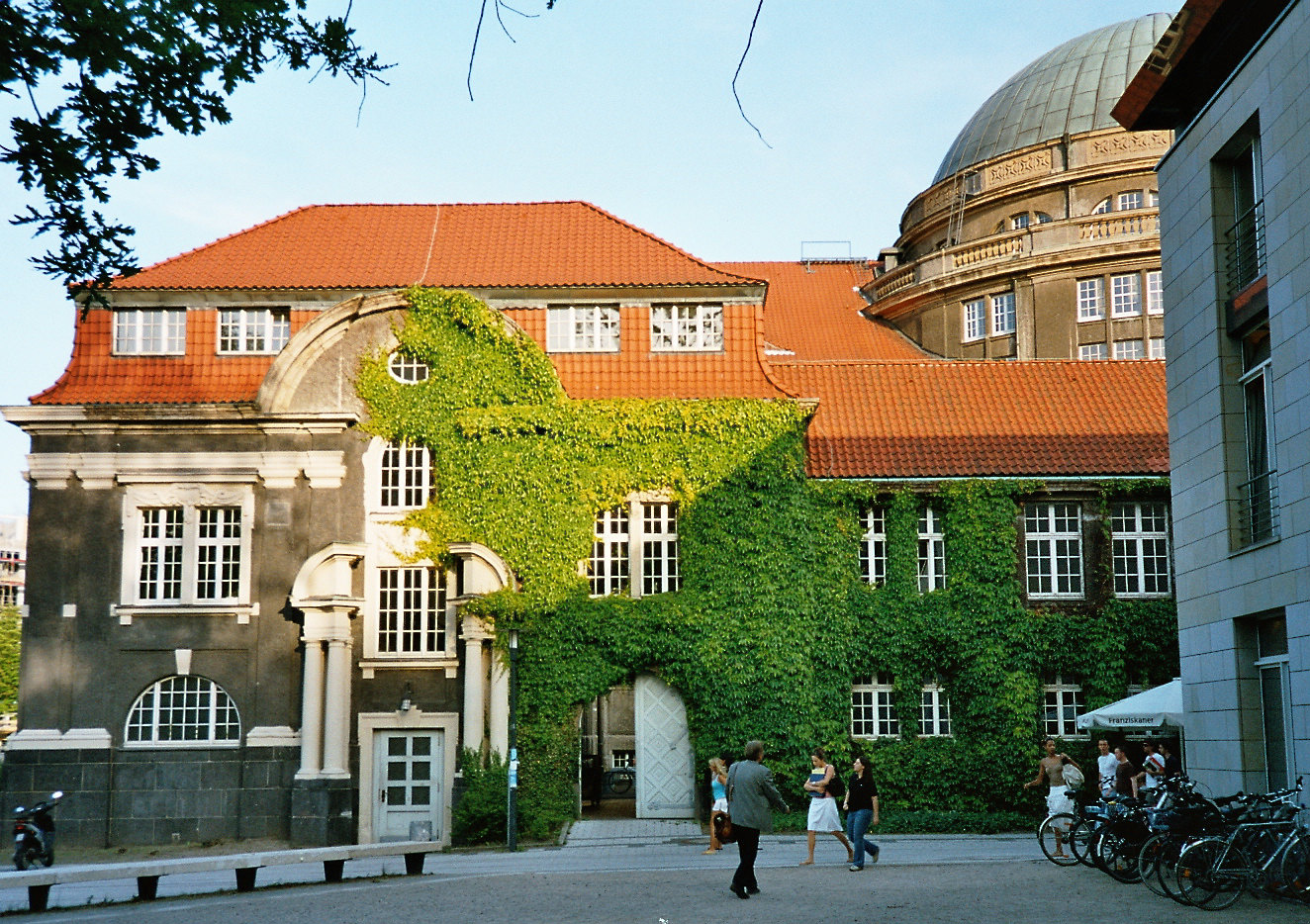
Ala lateral del Edificio principal (foto del 2005).

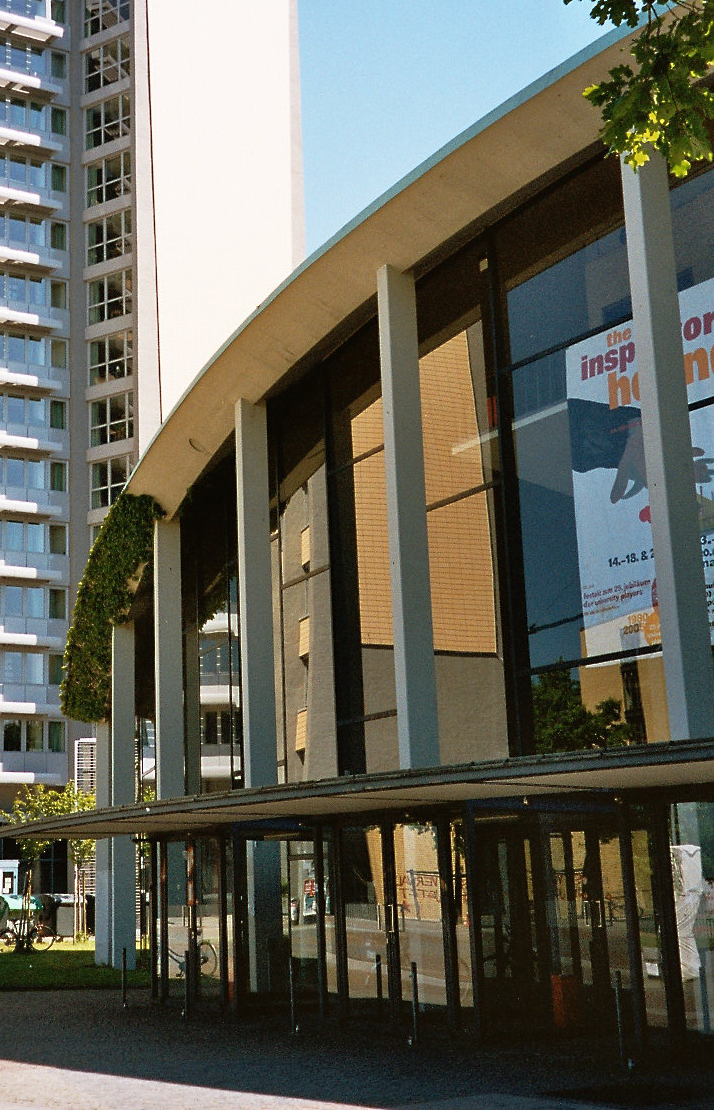
Auditorio Audimax (foto del 2005).

Cuando el reformador Johannes Bugenhagen, contemporáneo de Martín Lutero, estuvo en Hamburgo en 1529 para darle a la nueva ciudad protestante una nueva liturgia y un nuevo reglamento de enseñanza, fundó en el ex monasterio St. Johannis el primer instituto de enseñanza superior de Hamburgo: el Instituto de Maestros del Johanneum (Gelehrtenschule des Johanneums). En esa ocasión, se renovó la biblioteca urbana (de 1479).
Debido a la gran concurrencia de alumnos al Johanneum y para contrarrestar la salida de jóvenes a los institutos de Stade y Bremen se fundó el Colegio Académico (Akademische Gymnasium). Allí se podían preparar los alumnos durante dos años para ingresar a la universidad. El colegio al principio tenía cuatro y luego seis profesores. El más renombrado fue rector del colegio y del instituto, el médico Joachim Jungius, nacido en Lübeck, que trabajó en Hamburgo desde 1628 hasta 1657. Posteriormente el gobierno y el parlamento de Hamburgo descuidaron durante siglos la formación académica en Hamburgo.
Hamburgo era una república dedicada al comercio con intereses en ultramar. La Oligarquía satisfacía sus necesidades educativas - maestros y academias privadas - con cargo a su propio bolsillo. Los institutos más conocidos eran la Academia de Comercio de Hamburgo (Handelsakademie Hamburg), fundada en 1768 con la participación de Johann Georg Büsch y cuyo más prominente absolvente fue Alexander von Humboldt, así como el Observatorio Astronómico de Hamburgo (Hamburger Sternwarte) de 1801, donde se enseñaba navegación.
El Christianeum de la vecina ciudad Altona, era más moderno y apoyado fuertemente por la corona danesa. Aumentaba desde 1738 la salida de interesados en las escuelas públicas superiores de Hamburgo. En 1837 el Instituto de Maestros del Johanneums tenía 125 pupilos, el Akademische Gymnasium 18, con una población hamburguesa de 130 000 habitantes (1806).
A fines del siglo XIX, se cerró el desafortunado Akademische Gymnasium y el gobierno fundó el Sistema de cátedras generales, para la formación y la divulgación de las ciencias (Allgemeines Vorlesungswesen zur Weiterbildung und Verbreitung der Wissenschaft), existente hasta hoy (2007). El profesorado estaba compuesto por profesores invitados y los directores de los institutos científicos de Hamburgo: Laboratorio químico estatal (chemisches Staatslaboratorium), Instituto de Física (Institut für Physik), Jardín Botánico (botanischer Garten), Laboratorio de Materiales, (Laboratorium für Warenkunde). En 1900 se agregó el Instituto para enfermedades navieras y tropicales (Institut für Schiffs- und Tropenkrankheiten). En 1910 el senado permitió las dos primeras Escuelas superiores para niñas, sesenta años después de permitir la matrícula de no-protestantes en las escuelas superiores.

### Periodo de fundación
A comienzos del siglo XX personas con alto poder adquisitivo perseguían la meta de fundar una universidad estatal, pero las solicitudes al gobierno y al parlamento no tuvieron éxito. En contra de tal medida, la Cámara de Comercio (Handelskammer) se propuso apoyarlos y tratar de lograr que saliera adelante. Los partidarios crearon la Fundación científica hamburguesa (Hamburgische wissenschaftliche Stiftung) en 1907 y el Instituto Colonial (Kolonialinstitut) en 1908. La primera institución se preocupó de atraer eruditos para el Sistema de cátedras generales para la formación y la divulgación de las ciencias y reunir fondos para viajes de investigación. El Instituto Colonial se encargaba de definir la orientación de la enseñanza e investigación en los territorios de ultramar. Ese mismo año el parlamento dio curso al presupuesto para comprar el terreno en Moorweide (un lugar en el actual centro de Hamburgo) donde se levantarían las aulas de las cátedras generales, cuya construcción fue patrocinada por el comerciante y armador hamburges Edmund Siemers.
El edificio fue entregado solemnemente el 13 de mayo de 1911 por Siemers al entonces burgomaestre Max Predöhl. Hoy en el edificio se ubica la administración de la universidad.
La Primera Guerra Mundial interrumpió los esfuerzos para levantar la universidad de la ciudad hanseática.
Después de la guerra, en 1919, el primer parlamento libremente elegido elevó a Werner von Melle al cargo de burgomaestre y dictó una ley provisional para una universidad y una universidad popular hamburguesa (Vorläufiges Gesetz über eine Hamburgische Universität und Volkshochschule). El número de catedráticos aumentó de 19 a 39. Además de los institutos estatales, el Instituto Colonial y las cátedras generales y el hospital general de Eppendorf pasaron a formar parte de la universidad.

### Periodo de la República de Weimar
Durante la República de Weimar la Universidad prosperó por primera vez desde su fundación. Varios miles de estudiantes se matriculaban cada semestre en sus cuatro facultades, eruditos de renombre como Albrecht Mendelssohn-Bartholdy, Aby Warburg y Ernst Cassirer vinieron a la creciente universidad. El número de catedráticos creció a 75 hasta el año 1931. Debido a que los estudiantes sufrían la mala situación económica del país en ese momento debido a la postguerra, se fundó en 1922 la asociación "Hamburger Studentenhilfe". La asociación inauguró en otoño en la Elssäser Strasse la primera residencia para estudiantes de Hamburgo y en verano del año siguiente el primer comedor universitario en la Rentzelstrasse.

### Periodo del Nazismo
El 1 de mayo de 1933, dos meses después de las elecciones al Reichstag de marzo del mismo año, la universidad alienada por el mensaje nazi reconoció a Adolf Hitler como líder en una ceremonia. El vicerrector en ese momento Ludolph Brauer ensalzó el "gran levantamiento nacional alemán". Posteriormente se modificó el nombre de la universidad a Universidad Hanseática. La coacción política condujo también en Hamburgo a retirar obras de escritores indeseados por el gobierno y a trabas contra los supestos enemigos del pueblo. Cerca de cincuenta científicas y científicos tuvieron que abandonar la universidad (entre ellos Ernst Cassirer y William Stern), por lo menos siete estudiantes fueron detenidos o sospechosos de cooperar con el movimiento antinazi Rosa Blanca y fueron ejecutados o murieron en un Campo de concentración. El estudiante de química Hans Conrad Leipelt, miembro de la Rosa Blanca, fue ejecutado por la guillotina el 29 de enero de 1945 en el presidio Stadelheim, en Múnich.
Ya el 1 de mayo de 1933, menos de dos meses después de las elecciones al Reichstag de marzo de 1933, la Universidad de Hamburgo (más tarde "Hansische Universität") reconoció a Adolf Hitler como su líder en una ceremonia. Como vicerrector, Ludolph Brauer saludó el "gran levantamiento nacional alemán". En Hamburgo, también, la influencia política masiva condujo a la eliminación de libros de autores impopulares de las bibliotecas y al hostigamiento de supuestos opositores del pueblo. Cerca de cincuenta científicos, incluidos Ernst Cassirer, Kurt Perels y William Stern, fueron difamados y tuvieron que dejar la universidad.
Al menos diez estudiantes fueron sospechosos de trabajar con Weißen Rose Hamburg y arrestados, cuatro de ellos murieron: el estudiante de química Hans Conrad Leipelt fue ejecutado con la guillotina el 29 de enero de 1945 en Múnich-Stadelheim, el estudiante de medicina Frederick Geussenhainer murió de hambre en abril de 1945 en el campo de concentración de Mauthausen, el estudiante de filosofía Reinhold Meyer fue asesinado el 12 de noviembre de 1944 en el campo de concentración de Fuhlsbüttel y la estudiante de medicina Margaretha Rothe murió el 15 de abril de 1945 en un hospital de Leipzig como consecuencia del encarcelamiento. En 1971, en el vestíbulo del Audimax, uno fue diseñado por Fritz Fleerdiseñó una placa conmemorativa para conmemorar a los cuatro resistentes incrustados en el suelo

### Periodo de posguerra

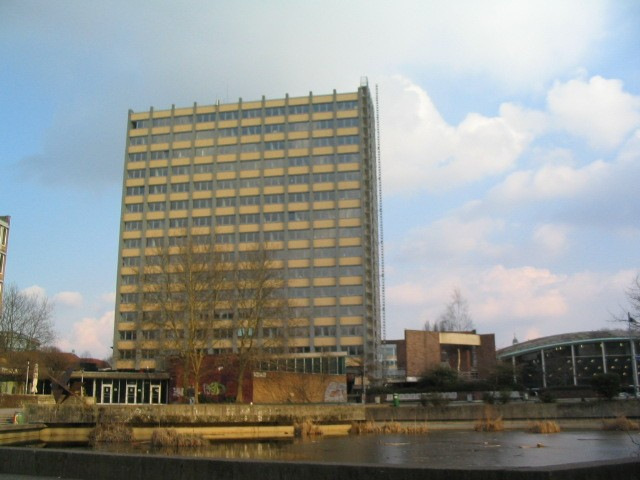
Torre de los Filósofos en el Campus (foto del 2004), construido en los años 60.

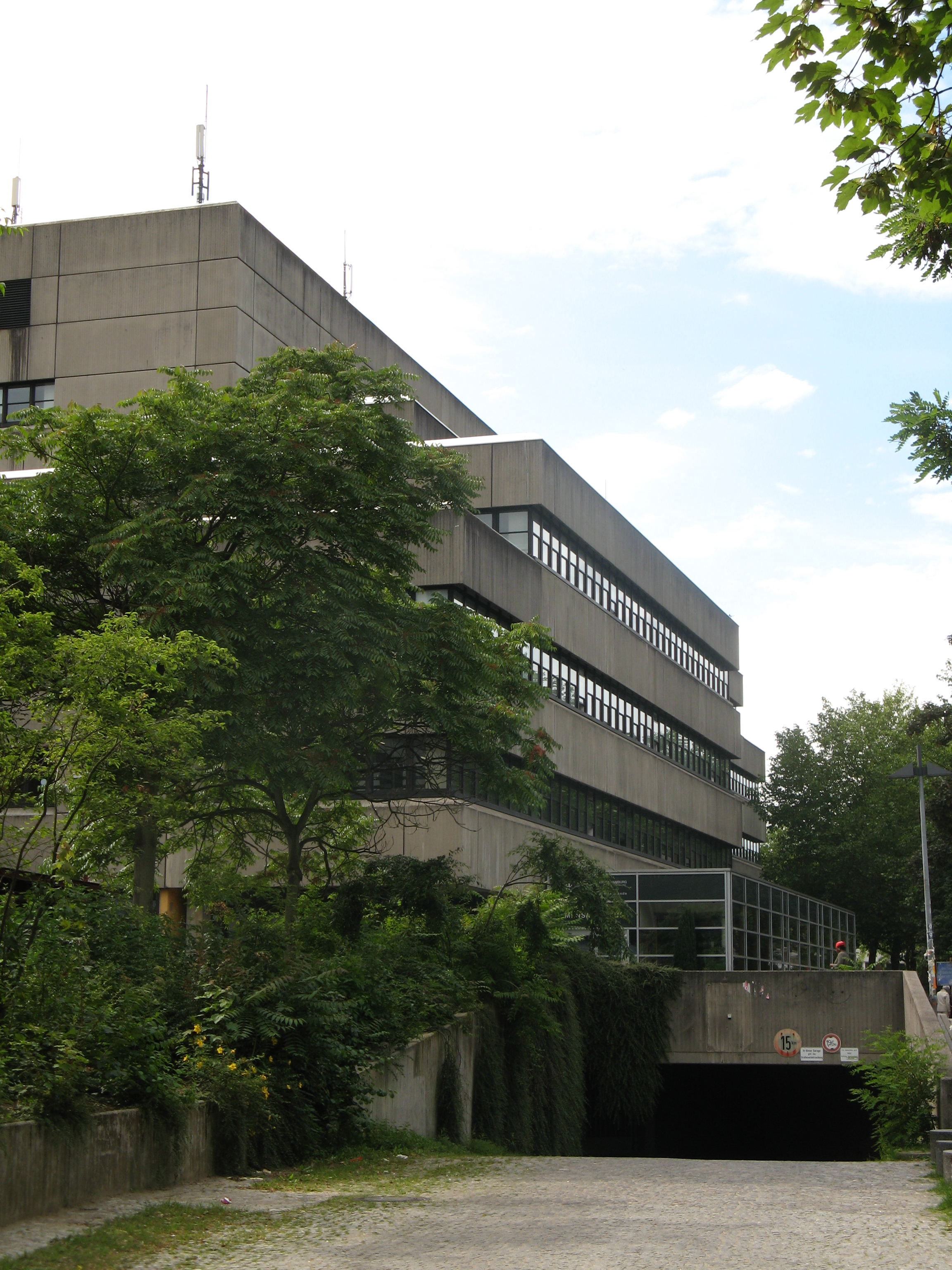
Wiwi-Bunker, construido en los años 70.

Después de la guerra, en 1945, la universidad abrió sus puertas otra vez como Universidad de Hamburgo y la actividad de enseñanza e investigación se recuperó. A las cuatro facultades iniciales (derecho, medicina, filosofía y ciencias) se agregaron la de teología y (por una escisión de la de derecho) la de ciencias sociales y económicas en 1954.
A finales de los años 50 fueron inaugurados el Auditorium Maximum (Audimax) y la torre de filósofos (Phil-Turm) en el Von-Melle-Park y el Instituto de Botánica y el Jardín Botánico fueron trasladados a Klein Flottbeck. Con el espectacular aumento de estudiantes durante los años 70 se agregó el "Geomatikum", los edificios alrededor de la plaza "Martin-Luther-King-Platz" y el edificio de ciencias económicas (WiWi-Bunker) y otros edificios reconocidos hasta hoy. Sin embargo el espacio en el Campus se hacía insuficiente y la universidad se debió repartir por toda la ciudad.

### República Federal
En el otoño de 1998 se inauguró el "Ala Occidente" del edificio patrocinado por el matrimonio de Hannelore Greve y Helmut Greve a un costado del edificio principal y dos años después se inauguró el "Ala Oriente", completando la obra del matrimonio Greve.
Otras dependencias de la universidad son la Clínica de Eppendorf, el nuevo Jardín Botánico y el Instituto de Botánica General en Flottbeck, el Instituto de Construcción Naval en Barmbeck, el Instituto de Hidrobiología y Ciencias Pesqueras en Altona, el Observatorio Astronómico en Bergedorf y algunos Institutos de Física en Bahrenfeld, entre ellos el mundialmente conocido "Deutsche Elektronensynchrotron" (DESY).
La rebelión estudiantil del 68 trajo a Hamburgo protestas estudiantiles y la formación de una oposición extraparlamentaria (Außerparlamentarische Opposition, APO).
En 1969 el parlamento de Hamburgo aprobó una nueva ley universitaria que disolvía las facultades y las reemplazaba por departamentos. Se fortaleció la autoadministración de la universidad y se estableció por ley el derecho estudiantil y de los funcionarios a cogestionar la universidad. Se reemplazó el cargo de rector por uno de presidente. Sin embargo, a nivel federal, con la ley general de universidades (Hochschulrahmengesetz) de 1979, algunos de esos cambios fueron revertidos por sentencias judiciales.
El número de departamentos ya había llegado a 19, cuando se resolvió unificar nuevamente los departamentos "Derecho I" y "Derecho II" (con los que se había intentado encausar las diferencias en la formación de los abogados y de los jueces) en el año 2000 en un departamento "Derecho" (FB 02). Desde entonces no existe el departamento 17.
Desde mediados de la década del 90 el presupuesto de la universidad ha sido reducido regularmente, simultáneamente se han buscado medidas para acortar el promedio de la duración de los estudios y reducir la cuota de abandono de estudios. Los esfuerzos por armonizar el panorama universitario europeo (Proceso de Bolonia) han exigido más reformas estructurales tanto en la administración como en los planes de estudios. Esta proceso de reforma aún continua en el año 2007.
El año 2002 la comisión Dohnany dirigida por el ex-burgomaestre de la ciudad Klaus von Dohnany y a pedido del gobierno de Hamburgo cambios radicales en la estructura y la administración de la universidad.
Como consecuencia de las recomendaciones de esa comisión, el 1 de abril de 2005 la Universidad Hamburguesa de Economía y Política (Hamburger Universität für Wirtschaft und Politik, HWP) fue anexada por ley a la Universidad de Hamburgo contra el deseo de ambas universidades. Además los 17 departamentos y la HWP fueron reducidas a 6 facultades.
El 28 de junio de 2006 el gobierno comenzó a aplicar la ley de financiamiento de los estudios (Studienfinanzierungsgesetz) iniciando el cobro de aranceles desde el semestre de verano de 2007.
Anualmente se matriculan unos 7000 alumnos de primer año para completar el total de 38 000 estudiantes, de los cuales cada año se gradúan 3500 y 900 reciben su título de doctor.
Las universidades públicas alemanas no cargan tasas de matrícula por sus cursos. Desde 2012, los estudiantes de la Universidad de Hamburgo solo deben abonar dos contribuciones semestrales de alrededor de 300€.

## Facultades
Facultad de Derecho
- Ciencias del Derecho

Facultad de Economía y Ciencias Sociales
- Departamento de Ciencias Económicas
- Departamento de Ciencias Sociales
- Departamento de Economía y Política

Facultad de Medicina
- Medicina

Facultad de Pedagogía, Psicología y Ciencias de la Psicomotricidad
- Departamento de Pedagogía
- Departamento de Psicología
- Departamento de Psicomotricidad

Facultad de Ciencias Humanistas
- Departamento de Teología Evangélica
- Departamento de Idiomas, Literatura y Medios
- Departamento de Filosofía e Historia
- Departamento de Historia de la Cultura y Ciencia de la Cultura
- Instituto Asia-África

Facultad de Matemáticas, Informática y Ciencias Naturales
- Departamento de Biología
- Departamento de Química
- Departamento de Geología
- Departamento de Informática
- Departamento de Matemáticas
- Departamento de Física
- Centro de Bioinformática (ZBH)

## Institutos Universitarios
Además de la oferta de las facultades y departamentos, el año 2006, la Universidad de Hamburgo tenía 6 Centros de Investigación Colaborativa (Sonderforschungsbereiche, SFB), 6 grupos de investigación, 7 Grupos de Entrenamiento a la Investigación (todos financiados por el DFG), 2 escuelas internacionales de investigación Max Planck, 13 grupos de jóvenes científicos (Emmy-Noether-Programme, BMBF, etc.) así como una gran número de proyectos de investigación financiados por el BMBF, DFG, UE, Fundación Volkswagen y otras instituciones. En total la Universidad de Hamburgo obtiene aprox. 85 millones de Euros de terceros (Empresas, fundaciones, EU, etc.).
En el marco del primer concurso de la Iniciativa por la Excelencia se prepararon dos conceptos para la Línea de Fondos "Grupo de Excelencia" hasta convertirlos en dos solicitudes completas. Se trata de 
1. Light and Matter
2. Atomically Tailored Materials and Quantum Nanoprobes

ambos del campo de la Física.
Una solicitud en la 3. Línea de Fondos (llamada Concepto futuro) no ha sido presentada por la universidad.
En el marco del segundo concurso se le ha pedido a la universidad presentar una solicitud completa para el "Grupo de Excelencia" "Integrated Climate System Analysis and Prediction (CliSAP)".
La Universidad también apodera seis Exposiciones y un Jardín Botánico en Klein-Flottbeck.

## Científicos renombrados de la Universidad
|  | Leo Raape                      | Derecho Civil                           | 1878-1964 |                                                                   |  |
|  | Otto Stern                     | Física                                  | 1888-1969 | Premio Nobel de Física 1943                                       |  |
|  | Wolfgang Pauli                 | Física                                  | 1900-1958 | Premio Nobel de Física 1945                                       |  |
|  | Wolfgang Paul                  | Física                                  | 1913-1993 | Premio Nobel de Física 1989                                       |  |
|  | J. Hans D. Jensen              | Física                                  | 1888-1969 | Premio Nobel de Física 1963                                       |  |
|  | Bernhard Nocht                 | Medicina                                | 1857-1945 |                                                                   |  |
|  | Aby Warburg                    | Historia del Arte                       | 1866-1929 |                                                                   |  |
|  | William Stern                  | Sicología                               | 1871-1938 |                                                                   |  |
|  | Albrecht Mendelssohn-Bartholdy | Historia y Política                     |           |                                                                   |  |
|  | Ernst Cassirer                 | Filosofía                               | 1874-1945 | 1919-1933 en Hamburgo                                             |  |
|  | Agathe Lasch                   | Germanística                            | 1879-1942 |                                                                   |  |
|  | Erwin Panofsky                 | Historia del Arte                       | 1892-1968 |                                                                   |  |
|  | Egmont Zechlin                 | Historia y Periodismo                   | 1896-1992 | 1947-1967 en Hamburgo, Director fundador del Instituto desde 1950 |  |
|  | Fritz Fischer                  | Historia                                | 1908-1999 |                                                                   |  |
|  | Peter Drucker                  | Gestión de Empresas                     | 1909-2005 |                                                                   |  |
|  | Karl Schiller                  | Economía política                       | 1911-1994 |                                                                   |  |
|  | Helmut Schelsky                | Sociología                              | 1912-1984 |                                                                   |  |
|  | Carl Friedrich von Weizsäcker  | Físico, Filosofía                       | 1912-2007 | 1957-1970 en Hamburgo                                             |  |
|  | Alfons Maria Jakob             | Medicina                                | 1919-1931 | Descubridor de la Enfermedad de Creutzfeldt-Jakob                 |  |
|  | Kuno Lorenz                    | Filosofía                               | 1932-1989 | 1970-1974 en Hamburgo                                             |  |
|  | Eberhard Schorsch              | Sexología                               | 1935-1999 |                                                                   |  |
|  | Hans Peter Bull                | Derecho Administrativo                  | 1936-     | 1973-2005 en Hamburgo (con interrupciones)                        |  |
|  | Wolfgang Hoffmann-Riem         | Derecho                                 | 1940-     | 1974-1999 en Hamburgo                                             |  |
|  | Friedemann Schulz von Thun     | Sicología y Ciencias de la Comunicación | 1975 -    |                                                                   |  |
|  | Peter Reichel (Politólogo)     | Politología                             | 1942-     | 1983-2007 en Hamburgo                                             |  |
|  | Lili Fischer                   |                                         |           |                                                                   |  |
|  | Osvaldo Bayer                  | Periodismo e Historia                   | 1927-2018 |                                                                   |  |

## Bibliotecas
Además de la Biblioteca Estatal y Universitaria Carl von Ossietzky (Staats- und Universitätsbibliothek) hay otras 65 bibliotecas en los departamentos y otras instituciones. Una de las mayores es la biblioteca de derecho terminada en el año 2005 y que ocupa 5 pisos de un edificio construido solo para ese fin. Está ubicado al lado de la Facultad de Derecho y es un llamativo punto de atracción de la avenida Rothembaumchaussee.
Staats- und Universitätsbibliothek Carl von Ossietsky

## Instituciones cercanas a la Universidad
Universidad de las Artes Representativas(Hochschule für bildende Künste) Hamburgo (Pintura, medios, diseño, arquitectura, pedagogía del arte, escenería)
Centro de Computación Regional (Regionales Rechenzentrum) de la Universidad de Hamburgo

## Vida Universitaria

### Campus
Los inmuebles de la Universidad están esparcidos por toda la ciudad, aunque sin lugar a dudas muchos de ellos están ubicados en las cercanías del campus, es decir en el barrio Grindel del pulsante centro de la urbe. De esa manera pueden conocerse y compartir estudiantes de diferentes facultades. A solo minutos a pie del Lago Alster, de la Estación Dammtor y del Parque Planten un Blomen, los estudiantes dan su propio acento al barrio y participan de la oferta cultural que la ciudad ofrece.

### Comedores Universitarios
Tres Mensas ofrecen desayuno, almuerzo y comida hasta el atardecer. Estos son el comedor de la torre de filosofía, el comedor del "WiWi-Bunker" y el más antiguo y mayor, el Campusmensa.